# 有蓋鸚鵡螺
有蓋鸚鵡螺（學名：Vestinautilus），又名囊蓋鸚鵡螺，是一屬已滅絕的鸚鵡螺類。牠們生活在大陸棚海底，游水能力很差。

## 特徵
有蓋鸚鵡螺擁有一反捲且十分突出的殼、敞口的核心和一突出的、位於側中的脊，脊上的縫合線形成朝向前方的V型摺皺。殼內有許多小殼室。

## 外部連結
- Vestinautilus in the Paleobiology Database